# Nấm có hại

## Đặc điểm

### Trên thực vật
Mối đe dọa cho nền nông nghiệp toàn cầu
Đứng ở vị trí thứ ba là những loài bao gồm chi Puccinia, chủ yếu ảnh hưởng đến cây lúa mỳ, trong khi vị trí thứ tư và thứ năm là hai loài từ chi Fusarium (Fusarium graminearum và Fusarium oxysporum). Chi Puccinia chủ yếu gây hại cho các nông trại ngũ cốc trong khi chi Fusarium ảnh hưởng đến các loại cây trồng rất khác nhau như bông vải, cà chua hoặc chuối.
Các tác nhân gây bệnh ngũ cốc khác, cụ thể là Blumeria graminis và Mycosphaerella graminicola nằm ở vị trí thứ sáu và thứ bảy trong danh sách.
Vị trí thứ tám là loài từ chi Colletotrichum đặc biệt ảnh hưởng đến các cây trồng có tầm quan trọng kinh tế như hoa quả và cây cảnh.
Nấm khoang ngô (Ustilago maydis) là một loại nấm ăn được có nguồn gốc từ Mexico. Nó đứng ở vị trí thứ chín do được các nhà khoa học quan tâm, chứ không phải do tác động kinh tế vì nó không có ảnh hưởng phá hoại đặc biệt. Loài này và loài nằm ở vị trí thứ mười, Melampsora Lini, có ứng dụng quan trọng trong việc nghiên cứu cơ sở phân tử của sự miễn dịch thực vật và các quá trình nhiễm bệnh.
Di Pietro nhấn mạnh rằng với danh sách này các tác giả đang cố gắng thông báo cho công chúng về tầm quan trọng của các loại nấm gây bệnh trên thực vật vì chúng là một mối đe dọa ngày càng lớn đối với nền nông nghiệp toàn cầu".
Nhiều nấm gây bệnh cho các cây trồng như nấm von, nấm than ngô, nấm thông, mốc khoai tây,.... Nấm von có thể bám trên thân cây lúa làm cây bị nhạt màu, cao lên và cho bông nhỏ, hạt lép. Nấm than ngô ký sinh trên cây ngô làm hỏng bắp. Nấm thông có thể chạm vào nón thông làm hạt phấn không thể chuyển từ nón đực sang nón cái được.

### Trên người
Nấm ký sinh trên người có thể là nấm độc. Ví dụ: nấm lim, nấm tengu,nấm da, nấm hắc lào....

## Cách đề phòng
Không nên ăn nấm hình dạng lạ, màu sắc sặc sỡ chỉ nên ăn nấm có ích.